# Рецептор ліпопротеїнів низької густини
Рецептор ліпопротеїнів низької щільності, ЛПНГ-рецептор (англ. Low density lipoprotein receptor, LDL Receptor) — білок, який кодується геном LDLR, розташованим у людини на короткому плечі 19-ї хромосоми. Довжина поліпептидного ланцюга білка становить 860 амінокислот, а молекулярна маса — 95 376.
Цей білок забезпечує ендоцитоз ліпопротеїнів низької густини, збагачених холестеролом. ЛПНГ-рецептор є трансмембранним білком, що специфічно розпізнає апоВ-100 і апоЕ. За відкриття цього найважливішого рецептора ліпідного метаболізму Майкл Браун і Джозеф Голдштейн отримали Нобелівську премію з фізіології або медицини 1985 року. Це стало результатом їх робіт з родинної гіперхолестерінемії.
| 10         |  | 20         |  | 30         |  | 40         |  | 50         |
| ---------- |  | ---------- |  | ---------- |  | ---------- |  | ---------- |
| MGPWGWKLRW |  | TVALLLAAAG |  | TAVGDRCERN |  | EFQCQDGKCI |  | SYKWVCDGSA |
| ECQDGSDESQ |  | ETCLSVTCKS |  | GDFSCGGRVN |  | RCIPQFWRCD |  | GQVDCDNGSD |
| EQGCPPKTCS |  | QDEFRCHDGK |  | CISRQFVCDS |  | DRDCLDGSDE |  | ASCPVLTCGP |
| ASFQCNSSTC |  | IPQLWACDND |  | PDCEDGSDEW |  | PQRCRGLYVF |  | QGDSSPCSAF |
| EFHCLSGECI |  | HSSWRCDGGP |  | DCKDKSDEEN |  | CAVATCRPDE |  | FQCSDGNCIH |
| GSRQCDREYD |  | CKDMSDEVGC |  | VNVTLCEGPN |  | KFKCHSGECI |  | TLDKVCNMAR |
| DCRDWSDEPI |  | KECGTNECLD |  | NNGGCSHVCN |  | DLKIGYECLC |  | PDGFQLVAQR |
| RCEDIDECQD |  | PDTCSQLCVN |  | LEGGYKCQCE |  | EGFQLDPHTK |  | ACKAVGSIAY |
| LFFTNRHEVR |  | KMTLDRSEYT |  | SLIPNLRNVV |  | ALDTEVASNR |  | IYWSDLSQRM |
| ICSTQLDRAH |  | GVSSYDTVIS |  | RDIQAPDGLA |  | VDWIHSNIYW |  | TDSVLGTVSV |
| ADTKGVKRKT |  | LFRENGSKPR |  | AIVVDPVHGF |  | MYWTDWGTPA |  | KIKKGGLNGV |
| DIYSLVTENI |  | QWPNGITLDL |  | LSGRLYWVDS |  | KLHSISSIDV |  | NGGNRKTILE |
| DEKRLAHPFS |  | LAVFEDKVFW |  | TDIINEAIFS |  | ANRLTGSDVN |  | LLAENLLSPE |
| DMVLFHNLTQ |  | PRGVNWCERT |  | TLSNGGCQYL |  | CLPAPQINPH |  | SPKFTCACPD |
| GMLLARDMRS |  | CLTEAEAAVA |  | TQETSTVRLK |  | VSSTAVRTQH |  | TTTRPVPDTS |
| RLPGATPGLT |  | TVEIVTMSHQ |  | ALGDVAGRGN |  | EKKPSSVRAL |  | SIVLPIVLLV |
| FLCLGVFLLW |  | KNWRLKNINS |  | INFDNPVYQK |  | TTEDEVHICH |  | NQDGYSYPSR |
| QMVSLEDDVA |  |            |  |            |  |            |  |            |

A: Аланін

C: Цистеїн

D: Аспарагінова кислота

E: Глутамінова кислота

F: Фенілаланін

G: Гліцин

H: Гістидин

I: Ізолейцин

K: Лізин

L: Лейцин

M: Метіонін

N: Аспарагін

P: Пролін

Q: Глутамін

R: Аргінін

S: Серин

T: Треонін

V: Валін

W: Триптофан

Білок за функціями належить до рецепторів клітини-хазяїна для входу вірусу.
Задіяний у таких біологічних процесах, як взаємодія хазяїн-вірус, метаболізм ліпідів, транспорт, метаболізм холестеролу, транспорт ліпідів, ендоцитоз.
Локалізований у клітинній мембрані, клатрин-вкритих заглибинах мембрани, лізосомах, апараті Гольджі, ендосомах.